# Текст (издательство)
«Текст» — московское книжное издательство, основанное в 1988 году. В настоящее время специализируется на публикации неизвестных российскому читателю произведений мировых классиков и работ современных авторов, получивших известность в Европе и США, но до сих пор не переведённых на русский язык. Публикует также современную русскую прозу.

## История
Издательство «Текст» было основано 18 августа 1988 года группой авторов Московского семинара писателей-фантастов. По воспоминаниям Михаила Гуревича
В 1987 году у Виталия Бабенко и Кира Булычева возникла мысль создать писательский кооператив. <...> Идею они стали обсуждать с теми, с кем были связаны человеческими и профессиональными отношениями: с членами Московского семинара молодых фантастов Валерием Генкиным, Владимиром Гопманом, переводчиком Андреем Гавриловым, сотрудниками журнала «Химия и жизнь» Михаилом Гуревичем и Ольгертом Либкиным. Кроме того, согласие на участие в проекте дали писатели старшего поколения Аркадий и Борис Стругацкие и Евгений Войскунский. Наконец, художником издательства согласился стать Владимир Любаров, замечательный книжный график. 
В 1991 году издательство предприняло издание первых на русском языке представительных собраний сочинений братьев Стругацких и Станислава Лема.
С 1996 года директором издательства является О. М. Либкин.
В 2006 году литературные критики, опрошенные газетой «Культура», назвали «Текст» в числе семи лучших издательств России.

## Авторы
Издательство «Текст» открыло российскому читателю многих известных на западе писателей, таких как Паскаль Брюкнер, Катарина Масетти, Нэнси Хьюстон, Шань Са и др. Романы широко известной канадской писательницы Нэнси Хьюстон — лауреата премии Prix Femina 2006 года — «Обожание», «Dolce Agonia» и «Печать Ангела» были подготовлены к публикации при поддержке Канадского совета по искусству и Министерства иностранных дел Канады; эти работы изданы на русском языке впервые.
В издательстве также публикуются романы таких знаменитых писателей как Самюэль Беккет, Бертольт Брехт, Исаак Башевис Зингер, Жан-Мари Гюстав Леклезио, Исроэл-Иешуа Зингер, Меир Шалев, Гуннар Гуннарссон. Например, первая редакция «Воспитания чувств» Флобера, ранее не печатавшаяся в России, была опубликована в 2005 году в рамках серии «Квадрат».
Среди отечественных авторов издательства: Станислав Рассадин, Борис Носик, Геннадий Прашкевич, Рада Полищук, Леонид Гиршович, Виктор Шендерович, Евгений Евтушенко, Кир Булычёв, Виктор Конецкий, Александр Мирер, Анатолий Кудрявицкий, Николай Дежнев, Дина Хапаева, Мирон Черненко и др.

## Действующие книжные серии
- «Первый ряд»
- «Коллекция»
- «Краткий курс»
- «Искусство…»
- «Квадрат»
- «Билингва»
- «Классика»
- «Ильфиада»
- «Открытая книга»

### Совместно с издательством «Книжники»
- «Проза еврейской жизни»
- «Чейсовская коллекция»
- «Место встречи»
- «Кешет/Радуга»
- «Блуждающие звёзды»

## Завершившиеся книжные серии
- «Волшебный фонарь»
- «Альфа-фантастика»
- «Впервые»
- «Текст»
- «Юбилейная серия»
- «Неизвестный Сименон»
- «Еврейская книга»
- «Праведники»